# Krimpen aan den IJssel
Krimpen aan den IJssel (anhörenⓘ) ist eine Gemeinde der niederländischen Provinz Südholland und zählte am 1. Januar 2025 laut Angabe des CBS 29.782 Einwohner. Ihre Gesamtfläche beträgt 8,95 km² und umfasst das große Dorf gleichen Namens und einige kleine Ortschaften.

## Lage und Wirtschaft
Krimpen aan den IJssel liegt etwa acht km östlich von Rotterdam im Polder Krimpenerwaard, nördlich der Gemeinde Nederlek. Das Dorf verdankt seinen Namen seiner Lage bei einer Kurve (niederländisch krimp) an der Holländischen Issel, bei der Mündung dieses Flussarms in den Rheinarm Lek/Noord. Eine gute Straße verbindet es mit Rotterdam, wo der nächstgelegene Eisenbahnanschluss ist. 
Das Dorf beherbergt viele Pendler, die in Rotterdam arbeiten und hat sich zu diesem Zweck nach etwa 1975 stark ausgebreitet.
Aber Krimpen aan den IJssel hat selbst auch viel Gewerbe, u. a. Schiffsreparaturwerften, Bauunternehmen, Metall verarbeitende Fabriken, Handelsunternehmen usw. Auch die Landwirtschaft im Hinterland ist noch von Bedeutung.

## Geschichte
Um 1130 entstand bei einer Flusskurve die Siedlung Crempene, die sich 1277 in Krimpen aan den IJssel und Krimpen aan de Lek spaltete. Um 1430, nach der Behebung der Überschwemmungsschäden von 1421, wurde von Philipp dem Guten eine immer noch existierende Polderverwaltung („Hoogheemradschap“) ins Leben gerufen. Im 16. Jahrhundert fing man an, aus dem dazu sehr geeigneten Lehm der Flussufer Backsteine zu machen. Auch wurde bis etwa 1800 Hanf angebaut: nicht wie heutzutage für den Drogenbedarf, sondern um aus den Fasern in Reeperbahnen Tauwerk für Segelschiffe zu erzeugen. 
Als der Ort auch bei der Sturmflut vom 1. Februar 1953 nicht verschont blieb, wurde als erstes Projekt der Deltawerke ein Sturmflutwehr in der Holländischen IJssel angelegt. Dieses Bauwerk war 1958 fertig.

## Sehenswürdigkeiten
Entlang des IJsseldeichs stehen einige monumentale Bauernhöfe. Einer davon, Crimpenerhof (17. und 18. Jahrhundert erbaut) ist als Heimatmuseum eingerichtet.

## Politik

### Sitzverteilung im Gemeinderat
Der Gemeinderat wird seit 1982 folgendermaßen gebildet:
| Partei                     | Sitze | Sitze | Sitze | Sitze | Sitze | Sitze | Sitze | Sitze | Sitze | Sitze | Sitze |
| Partei                     | 1982  | 1986  | 1990  | 1994  | 1998  | 2002  | 2006  | 2010  | 2014  | 2018  | 2022  |
| -------------------------- | ----- | ----- | ----- | ----- | ----- | ----- | ----- | ----- | ----- | ----- | ----- |
| Leefbaar Krimpen           | –     | –     | –     | –     | –     | 4     | 3     | 3     | 4     | 5     | 6     |
| ChristenUnie               | –     | –     | –     | –     | –     | 5     | 6     | 2     | 2     | 1     | 1     |
| SGP                        | 4     | 4     | 4     | 5     | 6     | 5     | 6     | 4     | 4     | 5     | 5     |
| GPV                        | 4     | 4     | 4     | 5     | 6     | –     | –     | –     | –     | –     | –     |
| RPF                        | –     | –     | –     | –     | 6     | –     | –     | –     | –     | –     | –     |
| Stem van Krimpen           | –     | –     | –     | –     | –     | –     | –     | 1     | 4     | 5     | 4     |
| Krimpens Belang            | –     | –     | –     | –     | –     | –     | –     | –     | –     | –     | 2     |
| VVD                        | 7     | 5     | 4     | 5     | 5     | 3     | 3     | 4     | 2     | 2     | 1     |
| CDA                        | 3     | 4     | 4     | 3     | 3     | 3     | 2     | 2     | 2     | 1     | 1     |
| PvdA                       | 6     | 7     | 6     | 5     | 5     | 4     | 5     | 3     | 2     | 1     | 1     |
| GroenLinks                 | –     | –     | –     | –     | –     | 1     | 2     | 1     | 0     | 0     | 0     |
| D66                        | 1     | 1     | 3     | 3     | 2     | 1     | 0     | 1     | 1     | 1     | 0     |
| PSP                        | 0     | –     | –     | –     | –     | –     | –     | –     | –     | –     | –     |
| CPJ                        | 0     | –     | –     | –     | –     | –     | –     | –     | –     | –     | –     |
| Sociaal-Democraten Krimpen | 0     | –     | –     | –     | –     | –     | –     | –     | –     | –     | –     |
| Gesamt                     | 21    | 21    | 21    | 21    | 21    | 21    | 21    | 21    | 21    | 21    | 21    |

### Bürgermeister
Seit dem 15. Januar 2025 ist Harriët Westerdijk (VVD) amtierende Bürgermeisterin der Gemeinde. Zu ihrem Kollegium zählen die Beigeordneten Hugo van der Wal (SGP), Kirsten Jaarsma (Leefbaar Krimpen), Wubbo Tempel (CDA) und John Janson (Leefbaar Krimpen) sowie der Gemeindesekretär Aart Boele.

### Städtepartnerschaften
- Kiskőrös, Ungarn
- Kościan, Polen

## Persönlichkeiten
- Maria Ida Adriana Hoogendijk (1874–1942), Zeichnerin, Radiererin, Lithografin und Malerin